# Rafael Hinojosa
Rafael Hinojosa i Lucena (Cabra (Córdoba), 1939) es un director comercial y político español. Catalán de origen andaluz, hijo de emigrantes y activista sindicalista, se afilió en los años 70 a Convergencia Democrática de Cataluña. Fue diputado en la II, III, IV y V Legislatura el Congreso de Diputados de 1985 a 1995 y diputado en el Parlamento de Cataluña de 1995 a 2002. 

## Trayectoria
Hijo de inmigrantes andaluces establecidos en el barrio de barracas barcelonés del Somorostro desde los 10 años compaginó un trabajo en la fábrica de vidrio con el estudio en los Capuchinos de Sarriá. Conoció a Josep Castaño i Colomer y pasó a formar parte de la Juventud Obrera de Acción Católica (JOAC) del Somorrostro en 1951. En 1957 dirigió la sección catalana de la Juventud Obrera Cristiana (JOC) y durante la década de 1960 entró en contacto con miembros del Moviment Socialista de Catalunya y la Unión Sindical Obrera, al tiempo que colaboró en la fundación de la editorial Nova Terra. 
A finales de los años 70 se afilió a Convergència Democràtica de Catalunya (CDC), donde asumió el área de acción sindical y trató de crear un sindicato de corte nacionalista. En 1986 fue elegido Diputado al Congreso por la circunscripción electoral de Barcelonalena candidatura de Convergència i Unió en las elecciones generales, renovando mandato en 1989 y 1993. Después, obtuvo un escaño en el Parlamento de Cataluña en las elecciones autonómicas de 1995. De 2003 a 2006 fue presidente del Consejo de Trabajo Económico y Social de Cataluña.

## Obras
- La JOC entre l'Església i el món obrer (1998)